# Gisela (Nagy Károly lánya)
Gisela (kb. 781–808) Nagy Károly lánya volt harmadik feleségétől Hildegardtól. Az életéről keveset tudunk. Gyakran összekeverik nagynénjével, Giselával, aki után a nevét is kapta.